# Fjends Herred

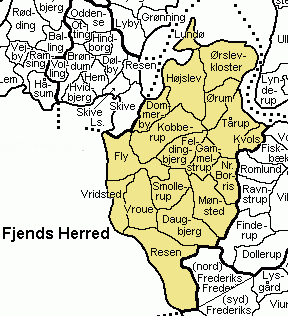
Fjends Herred

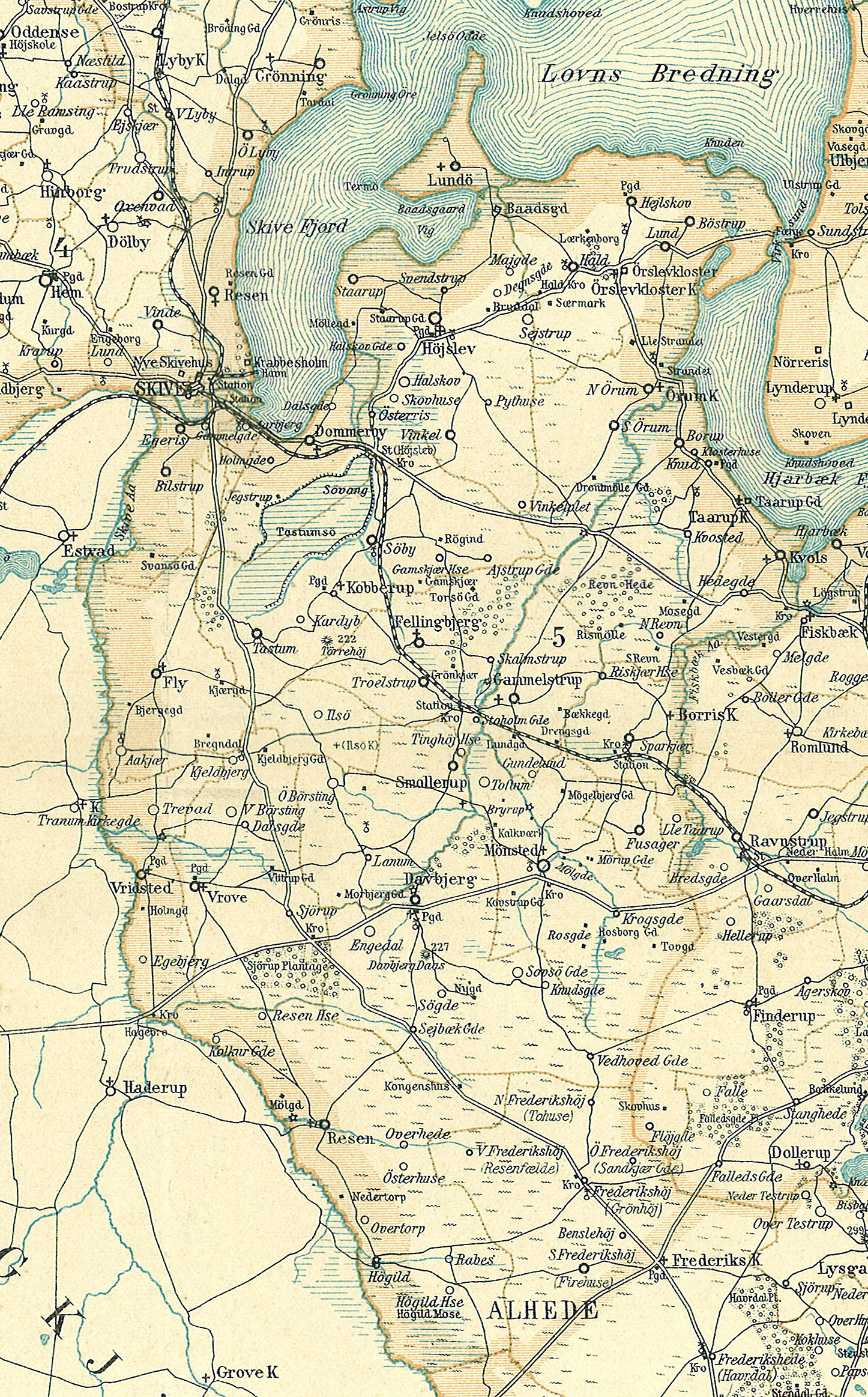
Fjends Herred rond 1900

Fjends Herred was een herred in het voormalige Viborg Amt in Denemarken. In Kong Valdemars Jordebog wordt het vermeld als Fyallanshæreth. In 1970  worden uit de herred een aantal gemeenten gevormd die allemaal in de nieuwe provincie Viborg liggen.

## Parochies
De herred was oorspronkelijk verdeeld in 18 parochies.
- Daugbjerg
- Dommerby
- Feldingbjerg
- Fly
- Gammelstrup
- Højslev
- Kobberup
- Kvols
- Lundø
- Mønsted
- Nørre Boris
- Resen
- Smollerup
- Tårup
- Vridsted
- Vroue
- Ørslev
- Ørum
- Van Frederiks hoorde enkel het noordelijke deel bij Fjends